# Anna Friberger
Anna Friberger, under en tid Sandström, född 21 april 1944 i Göteborg, är en svensk scenograf, illustratör och författare. Hon är dotter till arkitekten Erik Friberger och Stina Tellander.
Anna Friberger växte upp i Göteborg och bosatte sig sedan i Stockholm, där hon studerade dekorativ målning på Konstfack men bytte till Beckmans linje för illustration och gick sedan en scenografutbildning hos SVT.
Efter det anställdes hon som scenograf på SVT i Malmö. Under ett ettårigt avbrott därifrån studerade hon på Vrije Academie i Haag, för att lära sig tecknad film. Efter det gjorde hon, förutom scenografi, även animerade inslag i olika barnprogram samt två fristående tecknade filmer. Hon lämnade sedan TV och scenografi för att skriva manus och göra bildmanus till Bamse. Hon har gett ut ett stort antal böcker, både bilderböcker och läromedel för de allra yngsta. Bland hennes samarbetspartner kan nämnas författarna Eva Brandsma, Anne-Marie Bryntse, Arne H. Lindgren, Martin Harris, Daniel Möllberg och Anita Palmkvist.
Hon var 1965 till 1972 gift med TV-mannen Johan Sandström (1940–2003).